# QUEST (arbre de décision)
Pour les articles homonymes, voir Quest.
QUEST (acronyme anglais pour quick, unbiased, efficient, classification tree), est un arbre de décision permettant d'expliquer une variable qualitative par plusieurs variables qualitatives ayant un grand nombre de modalités. Il a été inventé par Wei-Yin Loh et Yu-Shan Shih en 1997.

## Présentation générale
QUEST est utilisé dans  le package lohTools du logiciel R.